# Helladia (scenartist)
Helladia (400- eller 500-talet) var en antik romersk scenartist. 
Hon finns omnämnd som en berömd pantomimartist i flera epigram från 500-talet. Hon var uppenbarligen omtalad under sin samtid. En av hennes mest kända roller tycks ha varit den manliga rollen som hjälten Hektor, vilket utgör ett sällsynt exempel på att kvinnor kunde spela män under antiken. 
Hon var möjligen samma Helladia som avbildas på en elefenbenskam från 400- eller 500-talet, som förvaras på Louvren. 